# Ann Scott
Ann Scott es una novelista francesa. Antigua modelo, tiene como particularidad haber sido una de las primeras, durante los años 80, en convertirse en modelo con cantidad de tatuajes. 
Hoy es escritora y autora de varias novelas, entre ellas Superstars, que gozó de gran estima. 

## Biografía
Nacida el 3 de noviembre de 1965 en Boulogne-Billancourt de madre rusa y padre francés, coleccionista de arte contemporáneo, Ann Scott es hija única (tiene sin embargo un hermanastro, adoptado en Colombia) creció en París antes de instalarse en Londres a los 17 años. Fue primero músico (batería en grupos Punk) antes de ser modelo. A los 20 años, descubre la literatura gracias a autores americanos como William S. Burroughs, Hubert Selby Jr, John Fante y Truman Capote, a continuación un encuentro con el escritor Michel Luneau la convence de probar suerte en la escritura. Escribe dos novelas que no serán editadas antes de la publicación de Asphyxie.

## Carrera profesional
Asphyxie se publica en 1996 en Ediciones Florent Massot (editor de Baise moi de Virginie Despentes), inspirado en la trayectoria del grupo Nirvana y de su fallecido cantante Kurt Cobain. Este libro le vale atraer la atención de la crítica lo que llevará a Raphael Sorin, director literario de Flammarion, quien publicó en el pasado L'Aventure Punk de Patrick Eudeline en Ediciones du Sagittaire, a publicar su siguiente novela : Superstars.
Superstars, manifiesto de la generación Techno, le otorga nada más ser plublicado el estatuto de Escritora Emblema. 
Superstars es entre otras cosas un homenaje a las chicas que ejercen la profesión de DJ en un entorno habitualmente reservado a los hombres. Es también un homenaje a DJ Sextoy (Delphine Palatsi) fallecida a continuación en el 2002. 
Una adaptación cinematográfica de Superstars esta en curso.
Ann Scott, después, publicó Poussières d'anges, conjunto de retratos de personajes desaparecidos (entre ellos el actor River Phoenix, el escritor Hervé Guibert y los músicos de rock, Johnny Thunders, Michael Monroe y Joey Ramone).
Luego, salió una novela, Le pire des mondes, novela tasada de reaccionaria por cierta prensa. 
A continuación publicó Héroine, sobre la obsesión amorosa, que puede ser considerada como la continuación de Superstars. 
Ann Scott también ha publicado artículos en diversas revistas parisinas e igualmente prólogos de libros musicales, entre ellos, Normal People, libro de fotografías dedicado a los DJ's que componían el mundo tecno y electro de los años 90. 
Los temas recurrentes de su novelas son : la música (el rock en Asphyxie, la tecno en Superstars, las drogas (Asphyxie, Poussières d'anges), la muerte (Asphyxie, Poussières d'anges, Le pire des Mondes) y la bisexualidad en Superstars y la homosexualidad en Heroine.
Ann Scott ha sido la primera en Francia en escribir una novela basada en el trayecto de una banda de rock y la primera en rendir homenaje a Kurt Cobain.